# Еччеленца
Еччеленца — італійська футбольна ліга, яка займає 5 рівень в системі ліг Італії. Це другий за важливістю аматорський дивізіон, але найбільший на регіональному рівні.

## Будова
В чемпіонаті є ще декілька дивізіонів. Кількість учасників в них може змінюватися.
Варіант сезону 2014—2015:
- Еччеленца Абруцці
- Еччеленца Базиліката
- Еччеленца Калабрія
- Еччеленца Кампан'я
- Еччеленца Емілія-Роман'я
- Еччеленца Фріулі-Венеція-Джулія
- Еччеленца Лаціо
- Еччеленца Рів'єра
- Еччеленца Ломбардія
- Еччеленца Марке
- Еччеленца Молізе
- Еччеленца П'ємонт-Валле-д'Аоста
- Еччеленца Апулія
- Еччеленца Сардинія
- Еччеленца Сицилія
- Еччеленца Тоскана
- Еччеленца Трентіно-Альто-Адідже
- Еччеленца Умбрія
- Еччеленца Венето
- Всього: 467 команд в 28 групах.